# Supertaça Luso-Angolana
A Supertaça Luso-Angolana, também conhecida como Supertaça Portugal/Angola  ou Supertaça Compal  (nome do patrocinador) foi um troféu internacional oficial que se disputou entre os vencedores dos campeonatos nacionais de basquetebol de Portugal e Angola e os vencedores das taças nacionais dos respectivos países e organizado por ambas as federações.
A 3ª edição da Supertaça Compal contou com um formato alargado a seis equipas, vindas de Portugal, Angola e Moçambique, passando assim a ser designada: Supertaça da Lusofonia.

## Classificações
| Ano  |                       |                       |                       |                       |                     |                    |
| Ano  | Vencedor              | Segundo classificado  | Terceiro classificado | Quarto classificado   | Quinto classificado | Sexto classificado |
| ---- | --------------------- | --------------------- | --------------------- | --------------------- | ------------------- | ------------------ |
| 2010 | SL Benfica            | CD Primeiro de Agosto | Petro de Luanda       | AD Ovarense           | -                   | -                  |
| 2011 | CD Primeiro de Agosto | CRD Libolo            | FC Porto              | SL Benfica            | -                   | -                  |
| 2012 | Petro de Luanda       | FC Porto              | CRD Libolo            | CD Primeiro de Agosto | CAB Madeira         | CD Maxaquene       |

## Performance por clube
| Clube                 | Títulos | 2º classificado | 3º classificado | 4º classificado | 5º classificado | 6º classificado |
| --------------------- | ------- | --------------- | --------------- | --------------- | --------------- | --------------- |
| CD Primeiro de Agosto | 1       | 1               | -               | 1               | -               | -               |
| Petro de Luanda       | 1       | -               | 1               | -               | -               | -               |
| SL Benfica            | 1       | -               | -               | 1               | -               | -               |
| FC Porto              | -       | 1               | 1               | -               | -               | -               |
| AD Ovarense           | -       | -               | -               | 1               | -               | -               |
| CAB Madeira           | -       | -               | -               | -               | 1               | -               |
| CD Maxaquene          | -       | -               | -               | -               | -               | 1               |